# Облога Фтіотійських Фів
Облога Фтіотійських Фів — бойові дії македонського царя Філіппа V проти належного Етолійському союзу міста Фтіотійські Фіви під час Союзницької війни.

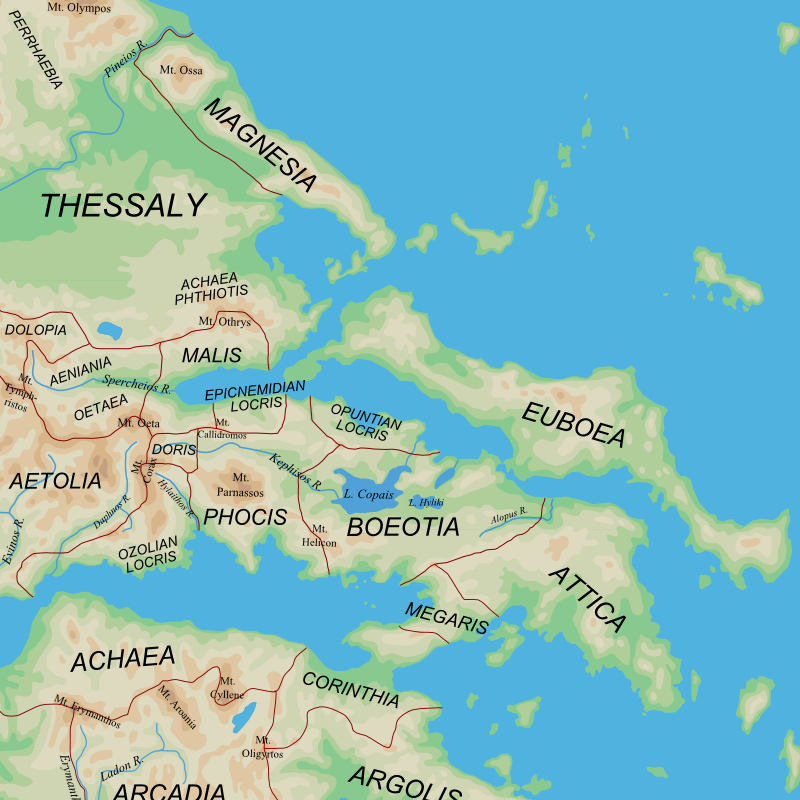
Карта регіонів Центральної Греції. Фтіотида під назвою Achaea Phthiotis позначена як південно-східна частина Фессалії, між Магнезією на півночі та Малідою на півдні

На четвертий рік війни Філіпп V, організувавши захист Пеонії від дарданців, вирушив до центральної Греції проти підконтрольної етолійцям Фтіотиди, котра сусідила з Фессалією. Головною ціллю походу були Фтіотійські Фіви, з яких етолійці здійснювали набіги на землі Фарсалу, Лариси та Деметріади.
До міста з Лариси доправили заздалегідь заготовані взимку облогові пристрої — 150 катапульт та 25 каменеметальних машин. Македонське військо стало навколо трьома таборами, проміжки між якими перекрили ровами. Уздовж них на відстані трьох десятків метрів одна від одної розставили дерев'яні башти.
Забезпечивши ізоляцію міста, македонці почали присувати до нього облогові пристрої. Протягом трьох діб йшов важкий бій, в якому захисники Фів не дозволили підвести до мурів жодної із цих споруд. Оскільки більшість бійців із передових загонів були вбиті чи поранені, у штурмі наступила пауза. Тоді македонці почали земляні роботи та на дев'ятий день дійшли до стіни. Ще три доби безперервних робіт пішло на створення підкопу на ділянці мурів довжиною 60 метрів. З руйнацією підпор обвалилась стіна, після чого атакуючі розчистили прохід та були готові увірватись до міста. В цей момент оборонці Фтіотійських Фів капітулювали.
Мешканців міста продали у рабство, а самі Фіви населили македонянами та перейменували у Філіппополь.